# Điện ảnh Ba Lan
Điện ảnh Ba Lan (tiếng Ba Lan: Film Polski) là tên gọi ngành công nghiệp Điện ảnh của nước Cộng hòa Ba Lan từ 1902 đến nay.

## Lịch sử hình thành và phát triển
- Trước Thế chiến II (1902 - 1939)
- Trong và sau Thế chiến II (1939 - 1952)
- Cộng hòa Nhân dân Ba Lan (1952 - 1990)
- Cộng hòa Ba Lan (1990 - nay)